# Lymeon praedator
Lymeon praedator là một loài tò vò trong họ Ichneumonidae.